# CAF BM3
Trenurile electrice de metrou CAF BM3 fac parte din materialul rulant al metroului din București. Trenurile au 114 m lungime, 3,2 m lățime și o capacitate de 1200 de călători, asamblarea finală fiind făcută la Atelierele CFR Grivița.

## Istoric
În urma unei licitații din 2011, Metrorex a comandat 16 trenuri produse de CAF, pentru o sumă de peste 97 de milioane de euro, trenuri care au fost puse în circulație începând cu iunie 2014. Contractul prevedea și opțiunea unei comenzi suplimentare de 8 trenuri, care a fost activată la sfârșitul lui 2014.
Punerea în funcțiune a noilor trenuri s-a făcut cu dificultate, sindicaliștii din Metrorex susținând că anumite peroane au trebuit „tăiate” pentru a asigura distanțele de securitate necesare. Compania a susținut că trenurile sunt conforme cu normele în vigoare la momentul respectiv, dar că în unele zone peroanele au fost construite cu toleranțe prea mari, existând riscul unor interferențe în cazul unor mișcări ample ale trenurilor.
Prima serie de trenuri de tip CAF poartă numele unor râuri din România (lista cu numele poate fi găsită în presă), au numere de la 301 la 316 și sunt utilizate pe M2, fiind puse în funcțiune în semestrul II al anului 2014. Și a doua serie poartă numele unor râuri din România, având numere de la 317 la 324. Ele au fost livrate începând cu luna decembrie 2015 și au fost puse gradual în funcțiune până pe 30 iunie 2016. Modelul este cunoscut ca BM3.

## Alte licitații
Pe 26 iunie 2014 Metrorex a lansat procedura de achiziție publică pentru achiziția de trenuri noi de metrou pentru Magistrala 5, având ca obiect cumpărarea a cel mult 51 trenuri noi. La licitație au participat mai multe companii, iar câștigătoare a fost declarată tot compania CAF, pentru 309 milioane de euro, însă licitația a fost suspendată de CNSC în urma deschiderii unui dosar penal pentru acte de corupție. În decembrie 2015 un angajat al Metrorex a fost trimis în judecată pentru oferirea de informații secrete către CAF.

## Accidente
În anii 2010 numărul de incidente pe magistrala M2 a crescut, lucru pus de liderii sindicali pe seama unor probleme de fiabilitate ale trenurilor CAF sau a întreținerii deficitare a rețelei și a materialului rulant.
Pe 26 ianuarie 2019, trenul 1322-2322 care era împins de o locomotivă în depoul Berceni a accelerat necontrolat, distrugând opritorul uneia dintre linii și rămânând suspendat. Raportul AGIFER asupra incidentului a identificat ca principală cauză software-ul trenului de metrou. În 2023 a mai fost raportat un eveniment asemănător, dar și mai multe ruperi de pantografe.